# Julia Varady
Julia Varady (født 1. september 1941 i Oradea, Rumænien) er en tysk sangerinde (sopran) af ungarske forældre. Som seksårig begyndte hun at tage violintimer ved musikkonservatoriet i Cluj-Napoca. Hun fik sangundervisning af Emilia Popp fra hun var 14 år gammel. Hun har senere studeret hos Arta Florescu.
Hun fik sin debut som mezzosopran på Cluj-operaen i 1962, da hun sang i Glucks Orfeo og som Fiordiligi i Mozarts Così fan tutte.
I 1970 blev hun tilknyttet operaen i Frankfurt am Main. Siden da har hun primært sunget i Vesteuropa. I 1973 flyttede hun fra Frankfurt til Bayerische Staatsoper i München. Senere blev hun tilknyttet Deutsche Oper Berlin. Hun har sunget på Royal Opera House i London, Staatsoper i Wien, Metropolitan Opera House i New York, Teatro alla Scala i Milano, Teatro Colon i Buenos Aires, Opéra Bastille i Paris og på festivalerne i Salzburg, München og Edinburgh. I 1978 sang hun Cordelia ved urpremieren på Aribert Reimanns opera Lear på Bayerische Staatsoper.
I 1977 giftede hun sig med barytonen Dietrich Fischer-Dieskau. Hun trak sig tilbage fra scenen i 1998 og er nu gæsteprofessor ved Hochschule für Musik Hanns Eisler i Berlin.